# آلنا شیشکووا
آلنا شیشکووا (به انگلیسی: Alena Shishkova) (زاده ۱۲ نوامبر ۱۹۹۲) مدل اهل روسیه است در تاریخ 29 ژانویه 2025در اثر برخورد بالگرد به هواپیما در امریکا کشته شد 